# Amt Putzig
Das Amt Putzig war ein preußisches Amt in Westpreußen mit Sitz auf dem Vorwerk Bresin nahe Putzig.

## Geschichte
Mit der Ersten Polnischen Teilung 1772 war Pommerellen zu Preußen gekommen. Für die Verwaltung wurde das Domänenamt Putzig im Kreis Dirschau gebildet, für die Rechtsprechung das Justizamt Putzig im Sprengel der Westpreußischen Regierung.
1802 ging die Rechtsprechung auf das neu gebildete Land- und Stadtgericht Putzig über.

## Umfang
Das Amt Putzig bestand aus vier verpachteten Vorwerken, sechs verpachteten Dörfern und 30 Orten mit 612 Feuerstellen. Größere Orte waren Schwarzau, Strzellin und Rheda sowie die Halbinsel Hela mit den darauf befindlichen Orten.